# 姜東潤 (軍人)
姜 東潤（カン・ドンユン、朝鮮語: 강동윤、 ）は、朝鮮民主主義人民共和国の軍人、政治家。朝鮮労働党中央委員会委員、党中央委員会副部長。朝鮮人民軍における軍事称号（階級）は上将。

## 経歴
生年月日や出生地など詳しいことはわかっていない。1988年に朝鮮労働党中央委員会委員候補に選出された。1990年に最高人民会議第9期代議員に選出された。1991年には党中央委員会委員に昇格した。1992年には上将に昇進。1994年には朝鮮人民軍第108機械化軍団軍団長に就任。同年7月には金日成主席の葬儀委員会委員に選出された。
1996年には第425機械化軍団軍団長に就任。2000年には朝鮮民主主義人民共和国英雄の称号と、第1級国旗勲章を授与された。2007年には党中央委員会副部長に選出された。2015年に李乙雪元国防委員会委員の国家葬儀委員会委員に選出された。2018年には金永春元総参謀長の国家葬儀委員会委員に選出された。

## 参考サイト
- 북한정보포털